# 2019年歐洲運動會自由車比賽
2019年歐洲運動會自由車比賽在2019年6月22日至6月30日於明斯克舉行。其中公路賽在明斯克市中心進行，場地賽則於明斯克體育館自由車場進行。

## 獎牌得主

### 公路賽
| 項目       | 金牌                              | 银牌                            | 铜牌                                 |
| 男子公路賽 | 达维德·巴莱里尼 · 意大利（ITA）   | Alo Jakin · 爱沙尼亚（EST）     | Daniel Auer · 奥地利（AUT）          |
| 女子公路賽 | Lorena Wiebes · 荷兰（NED）       | 瑪麗安娜·沃斯 · 荷兰（NED）     | Tatsiana Sharakova · 白俄罗斯（BLR） |
| 男子計時賽 | 瓦西里·基里延卡 · 白俄罗斯（BLR） | 尼爾森·奧利維拉 · 葡萄牙（POR） | Jan Bárta · 捷克（CZE）              |
| 女子計時賽 | 瑪爾倫·羅伊塞爾 · 瑞士（SUI）     | Chantal Blaak · 荷兰（NED）     | Hayley Simmonds · 英国（GBR）        |

### 場地賽

#### 男子項目
| 項目        | 金牌                                                                                  | 银牌 | 铜牌                                                                                     |
| 競輪賽      | 哈里·拉夫赖森 · 荷兰（NED）                                                           | 拉揚·厄拉爾 · 法国（FRA）                                                                                 | 丹尼斯·德米特里耶夫 · 俄罗斯（RUS）                                                      |
| 1公里計時賽 | 托马什·巴贝克 · 捷克（CZE）                                                           | 弗朗西斯科·拉蒙 · 意大利（ITA）                                                                           | Krzysztof Maksel · 波兰（POL）                                                           |
| 麥迪遜賽    | 瑞士（SUI） · Robin Froidevaux · Tristan Marguet                                      | 荷兰（NED） · 扬-威廉·范斯希普 · 尤里·哈菲克                                                              | 奥地利（AUT） · Andreas Graf · 安德烈亚斯·米勒                                           |
| 全能賽      | 扬-威廉·范斯希普 · 荷兰（NED）                                                        | 泰里·希尔 · 瑞士（SUI）                                                                                   | Daniel Staniszewski · 波兰（POL）                                                        |
| 計分賽      | Christos Volikakis · 希腊（GRE）                                                      | 扬-威廉·范斯希普 · 荷兰（NED）                                                                            | Dmitrii Mukhomediarov · 俄罗斯（RUS）                                                    |
| 個人追逐賽  | Ivan Smirnov · 俄罗斯（RUS）                                                          | Davide Plebani · 意大利（ITA）                                                                            | Claudio Imhof · 瑞士（SUI）                                                              |
| 團體追逐賽  | 俄罗斯（RUS） · Gleb Syritsa · Nikita Bersenev · Lev Gonov · Ivan Smirnov             | 意大利（ITA） · 弗朗西斯科·拉蒙 · Carloalberto Giordani · Davide Plebani · 利亚姆·贝尔塔佐 · Stefano Moro | 瑞士（SUI） · 泰里·希尔 · Robin Froidevaux · Lukas Rüegg · Claudio Imhof · Nico Selenati |
| 集體出發賽  | Christos Volikakis · 希腊（GRE）                                                      | Filip Prokopyszyn · 波兰（POL）                                                                           | 亚乌赫尼·卡拉廖克 · 白俄罗斯（BLR）                                                      |
| 個人爭先賽  | 杰弗里·霍赫兰德 · 荷兰（NED）                                                         | 哈里·拉夫赖森 · 荷兰（NED）                                                                               | 丹尼斯·德米特里耶夫 · 俄罗斯（RUS）                                                      |
| 團體爭先賽  | 荷兰（NED） · 罗伊·范登贝尔赫 · 哈里·拉夫赖森 · 杰弗里·霍赫兰德 · 尼尔斯·范通德尔达尔 | 法国（FRA） · 格雷戈里·博热 · 拉揚·厄拉爾 · Quentin Caleyron · 昆廷·拉法尔格                              | 英国（GBR） · 杰克·卡林 · 贾森·肯尼 · 瑞安·欧文斯 · Joseph Truman                        |

#### 女子項目
| 項目          | 金牌                                                                                    | 银牌                                                                | 铜牌                                                                                         |
| 競輪賽        | 西蒙娜·克鲁佩茨凯特 · 立陶宛（LTU）                                                     | 莎恩·布拉斯彭寧克斯 · 荷兰（NED）                                   | 达里娅·什梅廖娃 · 俄罗斯（RUS）                                                              |
| 500公尺計時賽 | 达里娅·什梅廖娃 · 俄罗斯（RUS）                                                         | 奧蓮娜·斯塔里科娃 · 乌克兰（UKR）                                   | Miriam Vece · 意大利（ITA）                                                                  |
| 麥迪遜賽      | 英国（GBR） · 杰茜卡·罗伯茨 · 梅甘·巴克                                                 | 荷兰（NED） · 基尔丝滕·维尔德 · Amber van der Hulst                 | 俄罗斯（RUS） · Diana Klimova · 瑪麗亞·諾沃洛茨卡婭                                          |
| 全能賽        | 基尔丝滕·维尔德 · 荷兰（NED）                                                           | Evgeniya Augustinas · 俄罗斯（RUS）                                 | 埃莉萨·巴尔萨莫 · 意大利（ITA）                                                              |
| 計分賽        | Hanna Solovey · 乌克兰（UKR）                                                           | Verena Eberhardt · 奥地利（AUT）                                    | 雅米拉·马哈卓娃 · 捷克（CZE）                                                                |
| 個人追逐賽    | Tatsiana Sharakova · 白俄罗斯（BLR）                                                    | 玛尔塔·卡瓦利 · 意大利（ITA）                                       | Tamara Dronova · 俄罗斯（RUS）                                                               |
| 團體追逐賽    | 意大利（ITA） · 埃莉萨·巴尔萨莫 · 马丁娜·阿尔齐尼 · 玛尔塔·卡瓦利 · 莱蒂齐娅·帕特诺斯特 | 英国（GBR） · 杰茜卡·罗伯茨 · 梅甘·巴克 · Jennifer Holl · 喬西·奈特 | 波兰（POL） · 凯瑟琳·帕弗沃夫斯卡 · Justyna Kaczkowska · Karolina Karasiewicz · Nikol Płosaj |
| 集體出發賽    | 基尔丝滕·维尔德 · 荷兰（NED）                                                           | 马丁娜·菲丹扎 · 意大利（ITA）                                       | Hanna Tserakh · 白俄罗斯（BLR）                                                              |
| 個人爭先賽    | 阿纳斯塔西娅·沃伊诺娃 · 俄罗斯（RUS）                                                   | 玛蒂尔德·格罗 · 法国（FRA）                                         | 达里娅·什梅廖娃 · 俄罗斯（RUS）                                                              |
| 團體爭先賽    | 俄罗斯（RUS） · 达里娅·什梅廖娃 · 阿纳斯塔西娅·沃伊诺娃 · Ekaterina Rogovaia            | 立陶宛（LTU） · 西蒙娜·克鲁佩茨凯特 · Miglė Marozaitė               | 荷兰（NED） · 基拉·兰贝林克 · 莎恩·布拉斯彭寧克斯 · 赫蒂·范德沃                              |

## 獎牌榜
*   主办国家/地区（白俄罗斯）
| 排名                      | 国家 / 地区               | 金牌 | 銀牌 | 銅牌 | 总计 |
| ------------------------- | ------------------------- | ---- | ---- | ---- | ---- |
| 1                         | 荷兰                      | 7    | 7    | 1    | 15   |
| 2                         | 俄罗斯                    | 5    | 1    | 7    | 13   |
| 3                         | 意大利                    | 2    | 5    | 2    | 9    |
| 4                         | 瑞士                      | 2    | 1    | 2    | 5    |
| 5                         | 白俄罗斯*                 | 2    | 0    | 3    | 5    |
| 6                         | 希腊                      | 2    | 0    | 0    | 2    |
| 7                         | 英国                      | 1    | 1    | 2    | 4    |
| 8                         | 立陶宛                    | 1    | 1    | 0    | 2    |
| 8                         | 乌克兰                    | 1    | 1    | 0    | 2    |
| 10                        | 捷克                      | 1    | 0    | 2    | 3    |
| 11                        | 法国                      | 0    | 3    | 0    | 3    |
| 12                        | 波兰                      | 0    | 1    | 3    | 4    |
| 13                        | 奥地利                    | 0    | 1    | 1    | 2    |
| 14                        | 爱沙尼亚                  | 0    | 1    | 0    | 1    |
| 14                        | 葡萄牙                    | 0    | 1    | 0    | 1    |
| 16                        | 比利时                    | 0    | 0    | 1    | 1    |
| 总计（共16个国家 / 地区） | 总计（共16个国家 / 地区） | 24   | 24   | 24   | 72   |